# Motorhispania

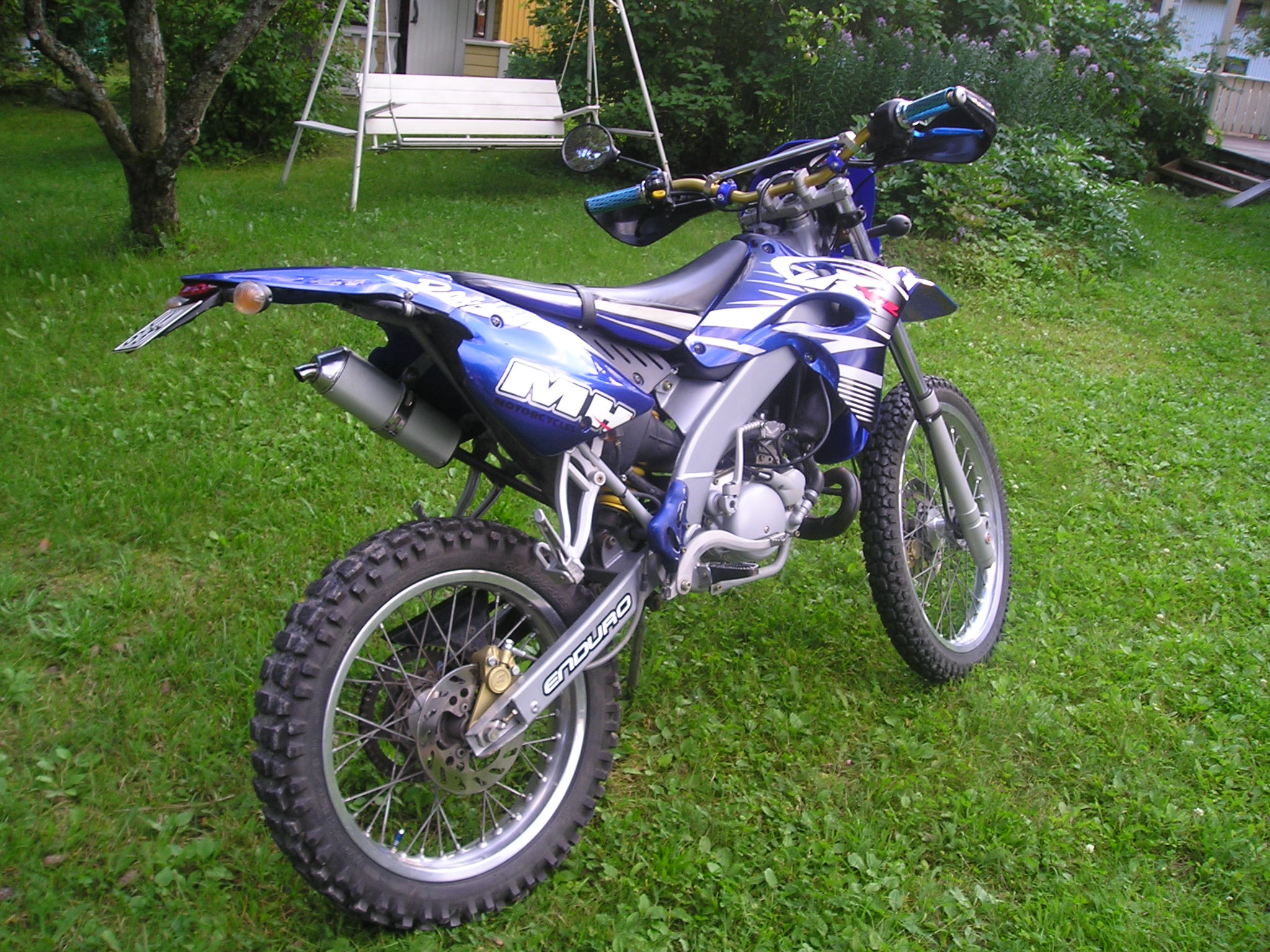
Motorhispania RYZ.

Motorhispania is een merk van motorfietsen.
Motorhispania ontstond in 1942 toen voormalig Fiat-directeur Oscar Rava in Barcelona een dealerschap voor Lancia-auto's begon. Rava was vanwege zijn Joodse achtergrond gevlucht voor het bewind van Mussolini. Na de Tweede Wereldoorlog ging Rava ook motorfietsen verkopen, onder andere van het merk Moto Guzzi. Omdat Rava zelf motorfietsen wilde produceren ging hij een samenwerkingsverband aan met het luchtvaartbedrijf ISA in Sevilla. In 1970 verhuisde het hele bedrijf hiernaartoe. Motorhispania is sinds 2014 failliet.
Men produceerde lichte motorfietsen (125cc 4takt yamaha motorblok) en brommers (50cc 2takt minarelli AM6 blok).
Enige modellen zijn:
- Motorhispania Furia Cross (gemaakt tot 2005, in 2009 nieuw model)
- Motorhispania Furia Supermotard (SM)
- Motorhispania Furia Max Enduro (gemaakt vanaf 2005)
- Motorhispania Furia Max Supermotard (SM)
- Motorhispania RYZ enduro
- Motorhispania RYZ Supermotard (SM)
- Motorhispania RYZ Pro
- Motorhispania RYZ Black-Line
- Motorhispania RYZ Urban
- Motorhispania RX50 (RX1, gemaakt tot en met 2005)
- Motorhispania RX50 Super Racing (RX2, gemaakt vanaf na 2005)
- Motorhispania RX50R (vanaf juni 2007, 125cc 4takt versie van de RX50)
- Motorhispania MH7 naked (vanaf juni 2007, 125cc 4takt)
- Motorhispania Arena (gemaakt tot 2006, dit is de 125cc 4takt versie van de RYZ)